# Bedford (Nueva York)
Bedford es un municipio situado en el condado de Westchester, en el estado de Nueva York, Estados Unidos. Tiene una población estimada, a mediados de 2022, de 16 880 habitantes.

## Geografía
El municipio está ubicado en las coordenadas 41°13′33″N 73°39′54″O / 41.22583, -73.66500. Según la Oficina del Censo, tiene una superficie total de 102.82 km², de los cuales 97.15 km² corresponden a tierra firme y 5.67 km² están cubiertos de agua.

## Demografía
Según el censo de 2000, en ese momento los ingresos medios de los hogares eran de $100,053 y los ingresos medios de las familias eran de $118,820. Los hombres tenían ingresos medios por $88,561 frente a los $47,468 que percibían las mujeres. Los ingresos per cápita eran de $53,046. Alrededor del 4.9% de la población estaba por debajo de la línea de pobreza.
De acuerdo con la estimación 2017-2021 de la Oficina del Censo, los ingresos medios de los hogares son de $151,827 y los ingresos medios de las familias son de $176,589. Los ingresos per cápita en los últimos doce meses, medidos en dólares de 2021, son de $79,571. Alrededor del 8.8% de la población está por debajo de la línea de pobreza.

## Personalidades destacadas
La localidad ha adquirido notoriedad en las últimas décadas por ser el lugar de residencia de numerosas celebridades, entre ellas: Ryan Reynolds, Blake Lively, Michael Douglas, Catherine Zeta-Jones, Chevy Chase, Richard Gere, Glenn Close, Bruce Willis, George Soros y Ralph Lauren.
La actriz Rooney Mara nació en Bedford.

## Lugares designados por el censo (census designated places,CDP)
- Bedford
- Bedford Hills
- Katonah